# John Schlesinger
John Richard Schlesinger (ur. 16 lutego 1926 w Londynie, zm. 25 lipca 2003 w Palm Springs) – brytyjski reżyser filmowy, pracujący również z powodzeniem w USA. Laureat Oscara za najlepszą reżyserię za film Nocny kowboj (1969). W 1970 został uhonorowany Orderem Imperium Brytyjskiego.

## Życiorys
Debiutował wysoko cenionymi filmami dokumentalnymi. Dzięki swym pierwszym fabułom, w których podejmował ważne tematy psychologiczno-społeczne, został uznany za czołowego przedstawiciela „młodych gniewnych” w brytyjskim kinie. Rodzaj miłości (1962) przyniósł reżyserowi Złotego Niedźwiedzia na MFF w Berlinie. Jego pozycję ugruntowały komedia Billy kłamca (1963) oraz dramaty Darling (1965) i Z dala od zgiełku (1967). Był odkrywcą i mentorem aktorki Julie Christie, która wystąpiła w każdym z trzech ww. filmów, a za kreację w Darling zdobyła Oscara.
Pod koniec lat 60. przeniósł się do Stanów Zjednoczonych. Jego pierwszy amerykański film, Nocny kowboj (1969) z Dustinem Hoffmanem i Jonem Voightem w rolach głównych, podejmował kontrowersyjny temat męskiej prostytucji. Pomimo swej obrazoburczości obraz ten odniósł wielki sukces i zdobył Oscara dla najlepszego filmu roku, a Schlesinger odebrał statuetkę dla najlepszego reżysera.
Inne znaczące filmy Schlesingera to rozgrywający się w Hollywood lat 30. Dzień szarańczy (1975) oraz sensacyjny Maratończyk (1976), podejmujący problematykę rozliczenia nazistowskich zbrodniarzy wojennych.
John Schlesinger był homoseksualistą. W 1966 poznał fotografa Michaela Childersa, który został jego życiowym partnerem. Rozdzieliła ich dopiero śmierć Johna, który zmarł w wieku 77 lat.

## Filmografia

### Reżyser
- Rodzaj miłości (A Kind of Loving 1962)
- Billy kłamca (Billy Liar 1963)
- Darling (1965)
- Z dala od zgiełku (Far from the Madding Crowd 1967)
- Nocny kowboj (Midnight Cowboy 1969)
- Ta przeklęta niedziela (Sunday Bloody Sunday)
- Dzień szarańczy (The Day of the Locust 1975)
- Maratończyk (Marathon Man 1976)
- Sokół i koka (Falcon and the Snowman 1985)
- Pacific Heights (1990)
- Oko za oko (Eye for an Eye 1996)
- Układ prawie idealny (The Next Best Thing 2000)